# Dostonbek Tursunov
Dostonbek Tursunov (* 13. Juni 1995 in Oltiariq) ist ein usbekischer Fußballspieler.

## Karriere
Tursunov begann seine Profilaufbahn 2013 beim Erstligisten FK Neftchi Fargʻona. 2016 wechselte er zu Qoʻqon 1912. Für Qoʻqon bestritt er 24 Erstligaspiele und schoss dabei zwei Tore. 2017 wechselte er zu Metallurg Bekobod. Im Sommer 2017 kehrte er zu FK Neftchi Fargʻona zurück. Für dem Verein bestritt er 33 Erstligaspiele und schoss dabei eins Tor. 2019 wechselte er nach Ostasien. Hier spielte er bis Sommer 2022 für Renofa Yamaguchi FC (Japan), Busan IPark (Südkorea) und Chongqing Liangjiang Athletic (China). Sommer 2022 kehrte er nach Usbekistan zurück. Hier unterschrieb er einen Vertrag bei Paxtakor Taschkent. Mit dem Verein wurde er 2022 und 2023 usbekischer Meister. 2024 wechselte er zum iranischen Esteghlal Khuzestan FC. 2025 unterschrieb er einen Vertrag beim usbekischen Xorazm FK.

## Erfolge
Paxtakor Taschkent
- Usbekischer Meister: 2022, 2023